# RuPaul’s Drag Race All Stars
RuPaul’s Drag Race All Stars – amerykańskie reality show będące spin-offem RuPaul’s Drag Race, które jest produkowane przez World of Wonder dla Logo TV, później VH1, następnie Paramount+. Program miał swoją premierę 22 października 2012 r.
Program dokumentuje dawne królowe z serii Drag Race (głównie z oryginalnej serii) powracające do rywalizacji na zaproszenie RuPaula. Podobnie jak w oryginalnej serii, RuPaul pełni rolę gospodarza, mentora i głównego sędziego, a uczestnicy co tydzień otrzymują różne wyzwania. Jury RuPaul’s Drag Race All Stars składa się obecnie z RuPaula, Michelle Visage, Carsona Kressley, Rossa Mathews i Ts Madison, którzy wraz z sędziami gościnnymi oceniają postępy zawodników. Zwycięzca każdego sezonu otrzymuje nagrodę pieniężną i miejsce w Drag Race Hall of Fame. Godnym uwagi wyjątkiem jest siódmy sezon, w którym ze względu na obsadę składającą się z poprzednich zwycięzców serii, zwycięzca został koronowany „Królową Wszystkich Królowych”.

## Format
W większości format Drag Race All Stars przypomina format głównej serii – każdy odcinek składa się z głównego wyzwania (które określa, kto kwalifikuje się do eliminacji) i lip-sync (który określa, kto zostanie wyeliminowany).

### Warianty formatu
Główne różnice w porównaniu do głównej serii są następujące:
- Sezon 1: W pierwszym sezonie All-Stars królowe rywalizowały w dwuosobowych zespołach, wybranych przez samych zawodników. Co tydzień eliminowano jedną parę. Dwie najsłabsze drużyny wybierały jedną osobę do „lip-sync for their lives”. Druga osoba miała możliwość w pierwszej minucie występu nacisnąć przycisk paniki i zamienić się, aby dokończyć występ. W finale pozostałe dwie pary zostały rozwiązane.
- Sezony 2–4: W drugim sezonie uczestniczki rywalizowały indywidualnie, podobnie jak w głównej serii. Wprowadzono format polegający na wzajemnej eliminacji zawodników. W tym sezonie wprowadzono również „lip-sync for your legacy”, w którym rywalizowały dwie najlepsze zawodniczki w danym tygodniu. Zwyciężczyni otrzymała nagrodę pieniężną w wysokości 10 000 $ i moc wyeliminowania jednej z najsłabszych królowych. Ten format powrócił również w trzecim i czwartym sezonie.
- Sezony 5–6, 8: Piąty sezon dokonał niewielkiej korekty formatu z sezonów 2–4. Tylko jedna zwyciężczyni głównego wyzwania może wystąpić przeciwko Lip Sync Assassin (wybitnej zawodniczce z poprzedniego sezonu), podczas gdy najsłabsze zawodniczki kwalifikują się do eliminacji. Jeśli Lip Sync Assassin wygra, wyeliminowana królowa zostanie wyłoniona w drodze głosowania pozostałych uczestników. Pula nagród o wartości 10 000 $ przechodzi na kolejne odcinki, dopóki królowa All-Star nie wygra. Jeśli rywalizująca All-Star wygra lip-sync, uzyska moc wyeliminowania innej królowej, a także wygra główną nagrodę pieniężną. Ten format powrócił w szóstym i ósmym sezonie.
- Sezon 7: W siódmym sezonie do rywalizacji powróciły zwyciężczynie z serii i żadna z nich nie została wyeliminowana przed ostatnim etapem. Dwie najlepsze królowe w każdym głównym wyzwaniu otrzymują „Legendary Legend Star” i rywalizują o zwycięstwo w lip-sync. Zwyciężczyni otrzymuje nagrodę pieniężną w wysokości 10 000$ oraz możliwość zablokowania jednej z królowych, odbierając jej możliwość otrzymania gwiazdy w następnym tygodniu. Zawodniczki z największą liczbą gwiazd na koniec sezonu biorą udział w pojedynku o tytuł „Królowa wszystkich królowych”. Pozostałe uczestniczki walczą o tytuł „Queen of She Done Already Done Had Herses”.
- Sezon 8: W sezonie następuje zmiana formatu programu: oprócz rywalizacji o miejsce w Hall of Fame, odbywają się równoległe zmagania o tytuł „Queen of the Fame Games”. W trakcie sezonu podczas Untucked pokazywane są stylizacje wyeliminowanych uczestniczek, a pod koniec sezonu fani głosują na jedną z nich, która zdobędzie nagrodę w wysokości 60 000 dolarów (pierwotnie ogłaszaną jako 50 000 dolarów).

### Untucked!
Podobnie jak RuPaul’s Drag Race, po odcinkach pierwszego sezonu All Stars emitowano Untucked!, dając widzom wgląd za kulisy show. W drugim, trzecim i czwartym sezonie nie było oddzielnie kręconych odcinków Untucked. 5 czerwca 2020 roku ogłoszono powrót serii.

## Sezony
| Sezon        | Premiera             | Finał             | Zwyciężczyni                    | Nagrody |
| ------------ | -------------------- | ----------------- | ------------------------------- | --- |
| All Stars 1  | 22 października 2012 | 26 listopada 2012 | Chad Michaels                   | - 100 000 dolarów - Miejsce w Drag Race Hall Of Fame - Zapas kosmetyków MAC - Wyjazd na wakacje                      |
| All Stars 2  | 25 sierpnia 2016     | 27 września 2016  | Alaska                          | - 100 000 dolarów - Miejsce w Drag Race Hall Of Fame - Roczny zapas kosmetyków Anastasia Beverly Hills               |
| All Stars 3  | 25 stycznia 2018     | 15 marca 2018     | Trixie Mattel                   | - 100 000 dolarów - Miejsce w Drag Race Hall Of Fame - Roczny zapas kosmetyków Anastasia Beverly Hills               |
| All Stars 4  | 14 grudnia 2018      | 15 lutego 2019    | Monét X Change Trinity The Tuck | - 100 000 dolarów - Miejsce w Drag Race Hall Of Fame - Roczny zapas kosmetyków Anastasia Beverly Hills               |
| All Stars 5  | 5 czerwca 2020       | 24 lipca 2020     | Shea Couleé                     | - 100 000 dolarów - Miejsce w Drag Race Hall Of Fame - Roczny zapas kosmetyków Anastasia Beverly Hills               |
| All Stars 6  | 24 czerwca 2021      | 2 września 2021   | Kylie Sonique Love              | - 100 000 dolarów - Miejsce w Drag Race Hall Of Fame - Roczny zapas kosmetyków Anastasia Beverly Hills               |
| All Stars 7  | 20 maja 2022         | 29 lipca 2022     | Jinkx Monsoon                   | - 200 000 dolarów - Tytuł "Queen of All Queens" - Roczny zapas kosmetyków Anastasia Beverly Hills                    |
| All Stars 8  | 12 maja 2023         | 21 lipca 2023     | Jimbo                           | - 200 000 dolarów - Miejsce w Drag Race Hall Of Fame - Roczny zapas kosmetyków Anastasia Beverly Hills               |
| All Stars 9  | 17 maja 2024         | 26 lipca 2024     | Angeria Paris VanMicheals       | Darowizna w wysokości 200 000 dolarów przekazana przez The Palette Fund na rzecz wybranej organizacji charytatywnej. |
| All Stars 10 | 9 maja 2025          | 18 czerwca 2025   | Ginger Minj                     | - 200 000 dolarów - Miejsce w Drag Race Hall Of Fame - Roczny zapas kosmetyków Anastasia Beverly Hills               |

Wiek, imiona i miasta w czasie nagrywania.
Legenda
     Uczestnik wygrał sezon.
     Uczestnik powrócił po eliminacji w trakcie sezonu.
† wskazuje, że Uczestnik nie żyje.

### All Stars 1 (2012)

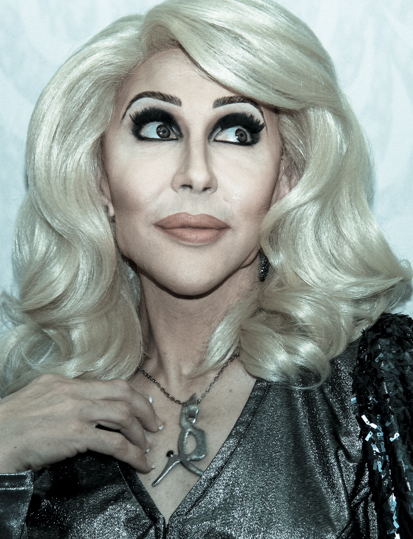
Zwyciężczyni All Stars 1 – Chad Michaels

| Uczestnik      | Wiek | Miejscowość    | Oryginalny sezon | Miejsce zajęte w oryginalnym sezonie | Miejsce     |
| -------------- | ---- | -------------- | ---------------- | ------------------------------------ | ----------- |
| Chad Michaels  | 41   | San Diego      | 4                | 2. miejsce                           | 1. miejsce  |
| Raven          | 33   | Riverside      | 2                | 2. miejsce                           | 2. miejsce  |
| Jujubee        | 28   | Boston         | 2                | 3. miejsce                           | 3. miejsce  |
| Shannel        | 32   | Las Vegas      | 1                | 4. miejsce                           | 3. miejsce  |
| Alexis Mateo   | 32   | St. Petersburg | 3                | 3. miejsce                           | 5. miejsce  |
| Yara Sofia     | 28   | Manati         | 3                | 4. miejsce                           | 5. miejsce  |
| Latrice Royale | 40   | South Beach    | 4                | 4. miejsce                           | 7. miejsce  |
| Manila Luzon   | 30   | Nowy Jork      | 3                | 2. miejsce                           | 7. miejsce  |
| Nina Flowers   | 37   | Bayamón        | 1                | 2. miejsce                           | 9. miejsce  |
| Tammie Brown   | 32   | Long Beach     | 1                | 8. miejsce                           | 9. miejsce  |
| Mimi Imfurst   | 29   | Nowy Jork      | 3                | 11. miejsce                          | 11. miejsce |
| Pandora Boxx   | 40   | Rochester      | 2                | 5. miejsce                           | 11. miejsce |

### All Stars 2 (2016)

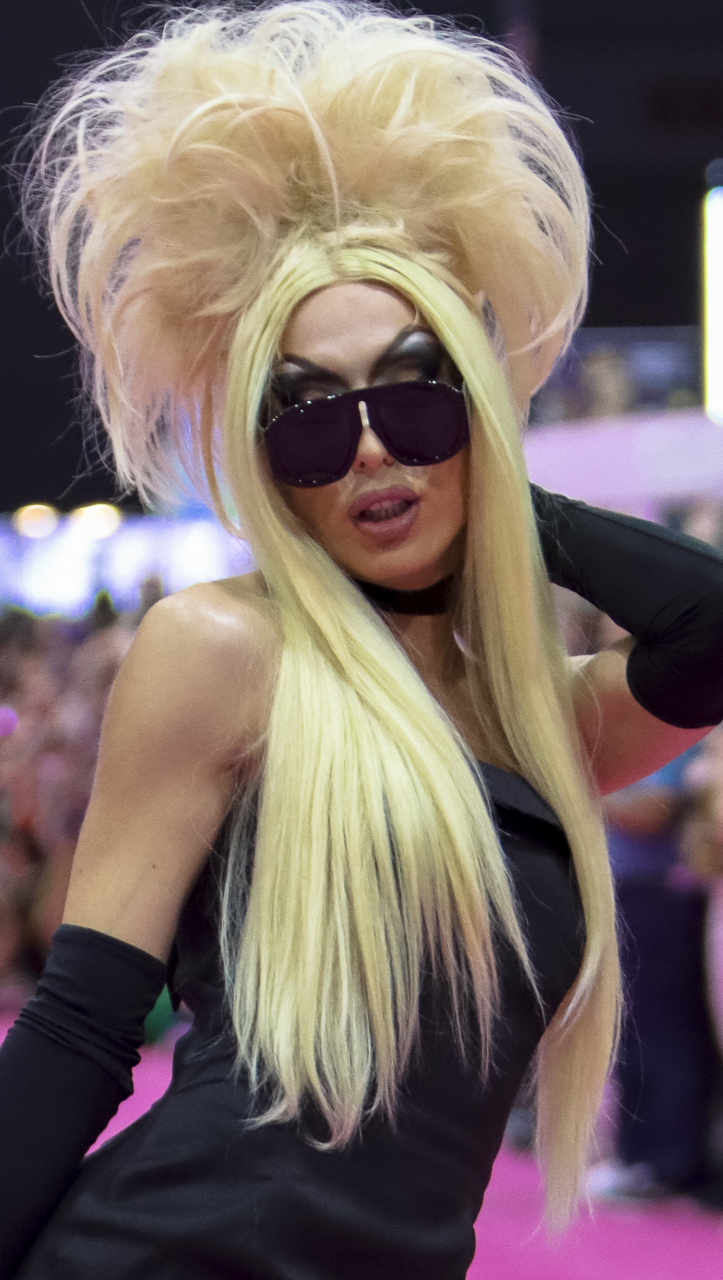
Zwyciężczyni All Stars 2 – Alaska

| Uczestnik      | Wiek | Miejscowość      | Oryginalny sezon | Miejsce zajęte w oryginalnym sezonie | Miejsce        |
| -------------- | ---- | ---------------- | ---------------- | ------------------------------------ | -------------- |
| Alaska         | 30   | Los Angeles      | 5                | 2. miejsce                           | 1. miejsce     |
| Detox          | 30   | Los Angeles      | 5                | 4. miejsce                           | 2. miejsce     |
| Katya          | 33   | Boston           | 7                | 5. miejsce                           | 2. miejsce     |
| Roxxxy Andrews | 31   | Orlando          | 5                | 2. miejsce                           | 4. miejsce     |
| Alyssa Edwards | 35   | Dallas           | 5                | 6. miejsce                           | 5. miejsce     |
| Tatianna       | 27   | Washington, D.C. | 2                | 4. miejsce                           | 6. miejsce     |
| Phi Phi O’Hara | 29   | Nowy Jork        | 4                | 2. miejsce                           | 7. miejsce     |
| Ginger Minj    | 31   | Orlando          | 7                | 2. miejsce                           | 8. miejsce     |
| Adore Delano   | 25   | Azusa            | 6                | 2. miejsce                           | 9. miejsce [a] |
| Coco Montrese  | 41   | Las Vegas        | 5                | 5. miejsce                           | 10. miejsce    |

[a] Adore Delano zrezygnowała z udziału w show na początku odcinka.

### All Stars 3 (2018)

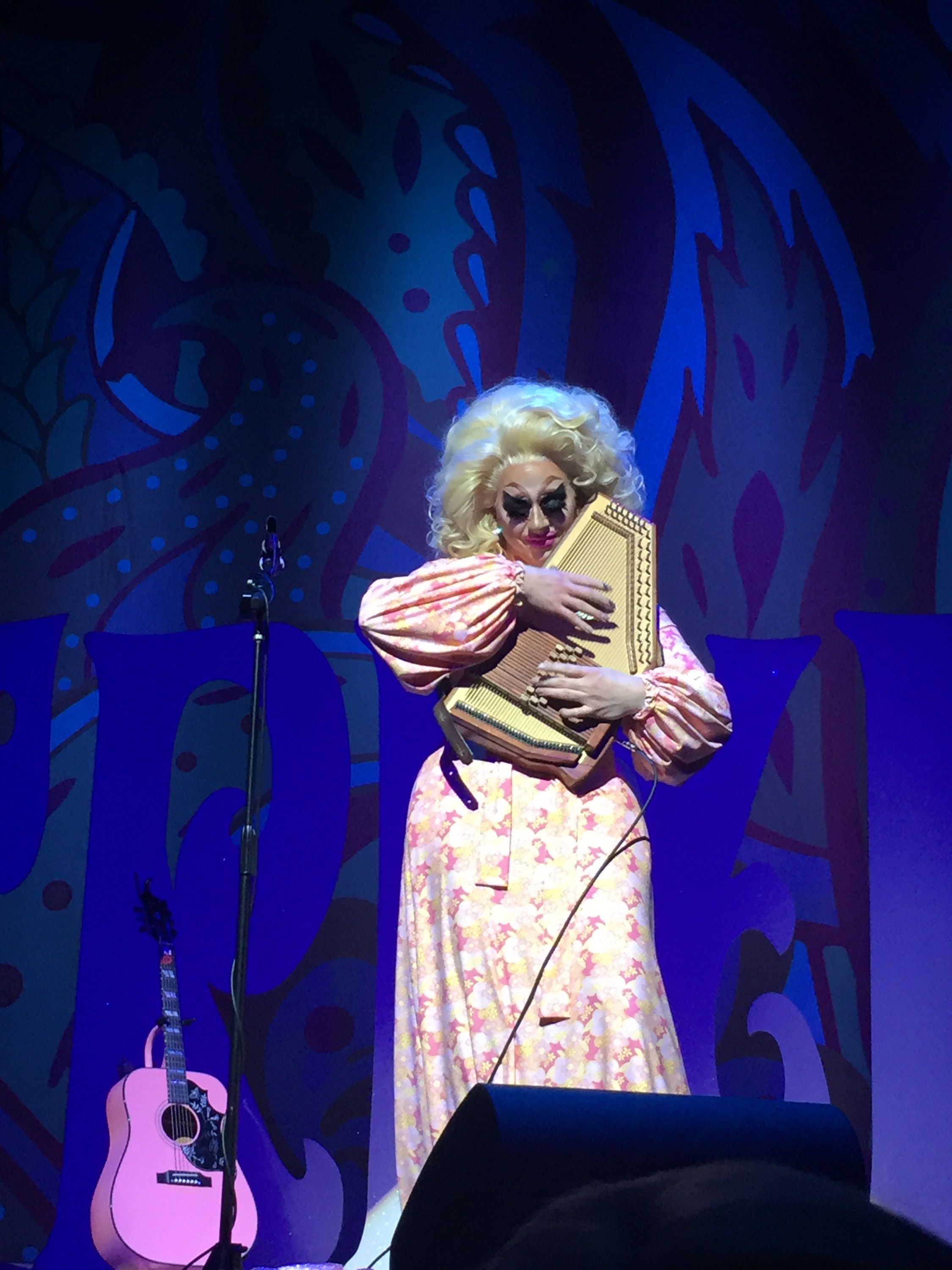
Zwyciężczyni All Stars 3 – Trixie Mattel

| Uczestnik         | Wiek | Miejscowość | Oryginalny sezon | Miejsce zajęte w oryginalnym sezonie | Miejsce        |
| ----------------- | ---- | ----------- | ---------------- | ------------------------------------ | -------------- |
| Trixie Mattel     | 28   | Los Angeles | 7                | 6. miejsce                           | 1. miejsce     |
| Kennedy Davenport | 35   | Dallas      | 7                | 4. miejsce                           | 2. miejsce     |
| BeBe Zahara Benet | 36   | Minneapolis | 1                | 1. miejsce                           | 3. miejsce     |
| Shangela          | 35   | Los Angeles | 2                | 12. miejsce                          | 3. miejsce     |
| Shangela          | 35   | Los Angeles | 3                | 6. miejsce                           | 3. miejsce     |
| Morgan McMichaels | 36   | Mira Loma   | 2                | 8. miejsce                           | 5. miejsce     |
| BenDeLaCreme      | 35   | Seattle     | 6                | 5. miejsce                           | 6. miejsce [b] |
| Aja               | 23   | Brooklyn    | 9                | 9. miejsce                           | 7. miejsce     |
| Chi Chi DeVayne†  | 32   | Shreveport  | 8                | 4. miejsce                           | 8. miejsce     |
| Milk              | 29   | Nowy Jork   | 6                | 9. miejsce                           | 9. miejsce     |
| Thorgy Thor       | 33   | Brooklyn    | 8                | 6. miejsce                           | 10. miejsce    |

[b] BenDeLaCreme wybrała siebie podczas eliminacji.

### All Stars 4 (2018–2019)

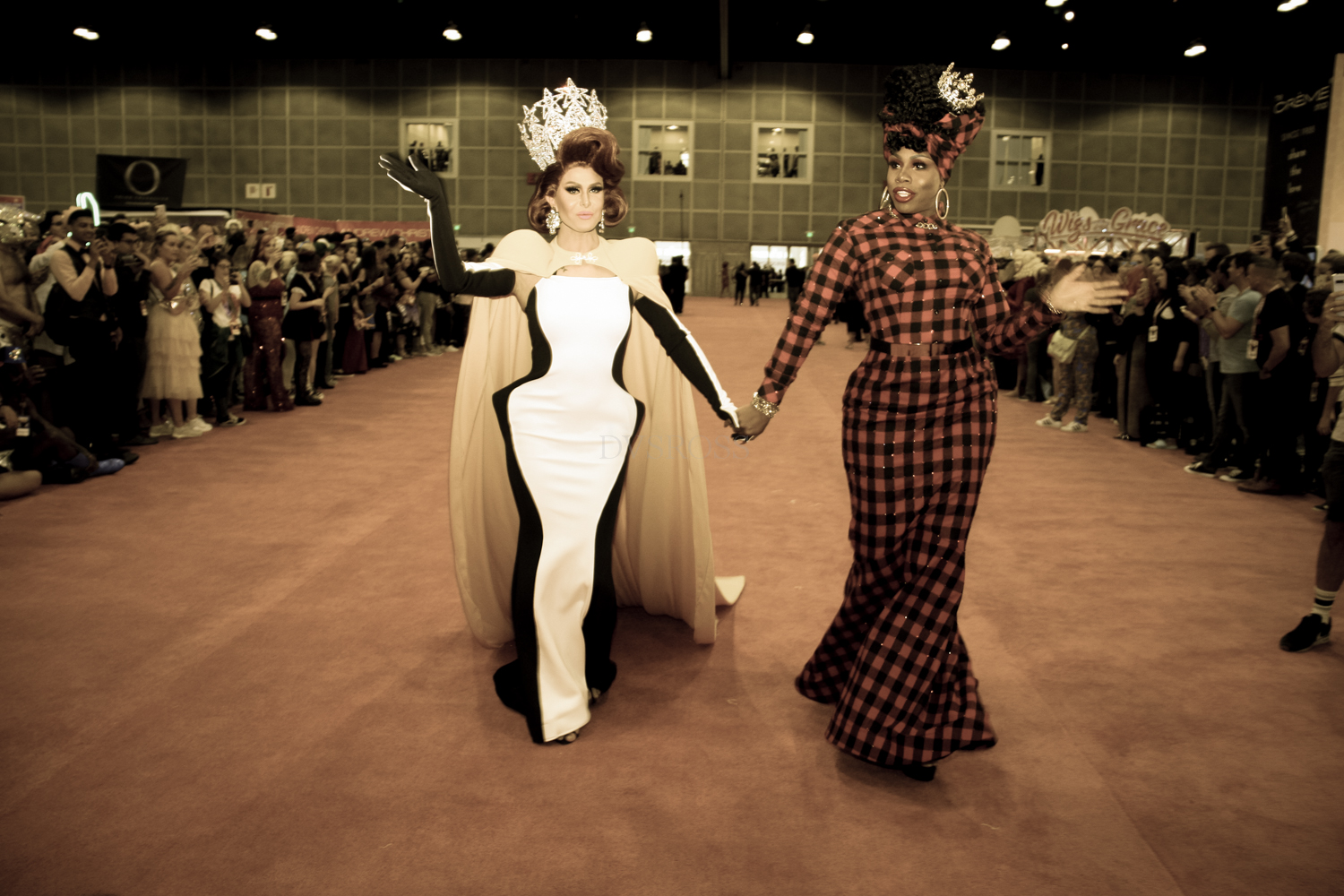
Zwyciężczynie All Stars 4, Trinity The Tuck oraz Monet X Change.

| Uczestnik        | Wiek | Miejscowość | Oryginalny sezon | Miejsce zajęte w oryginalnym sezonie | Miejsce     |
| ---------------- | ---- | ----------- | ---------------- | ------------------------------------ | ----------- |
| Monét X Change   | 28   | Bronx       | 10               | 6. miejsce                           | 1. miejsce  |
| Trinity The Tuck | 33   | Orlando     | 9                | 3. miejsce                           | 1. miejsce  |
| Monique Heart    | 32   | Kansas City | 10               | 8. miejsce                           | 3. miejsce  |
| Naomi Smalls     | 24   | Chicago     | 8                | 2. miejsce                           | 3. miejsce  |
| Latrice Royale   | 46   | South Beach | 4                | 4. miejsce                           | 5. miejsce  |
| Manila Luzon     | 37   | Los Angeles | 3                | 2. miejsce                           | 6. miejsce  |
| Valentina        | 27   | Echo Park   | 9                | 7. miejsce                           | 7. miejsce  |
| Gia Gunn         | 28   | Los Angeles | 6                | 10. miejsce                          | 8. miejsce  |
| Farrah Moan      | 25   | Los Angeles | 9                | 8. miejsce                           | 9. miejsce  |
| Jasmine Masters  | 41   | Los Angeles | 7                | 12. miejsce                          | 10. miejsce |

### All Stars 5 (2020)

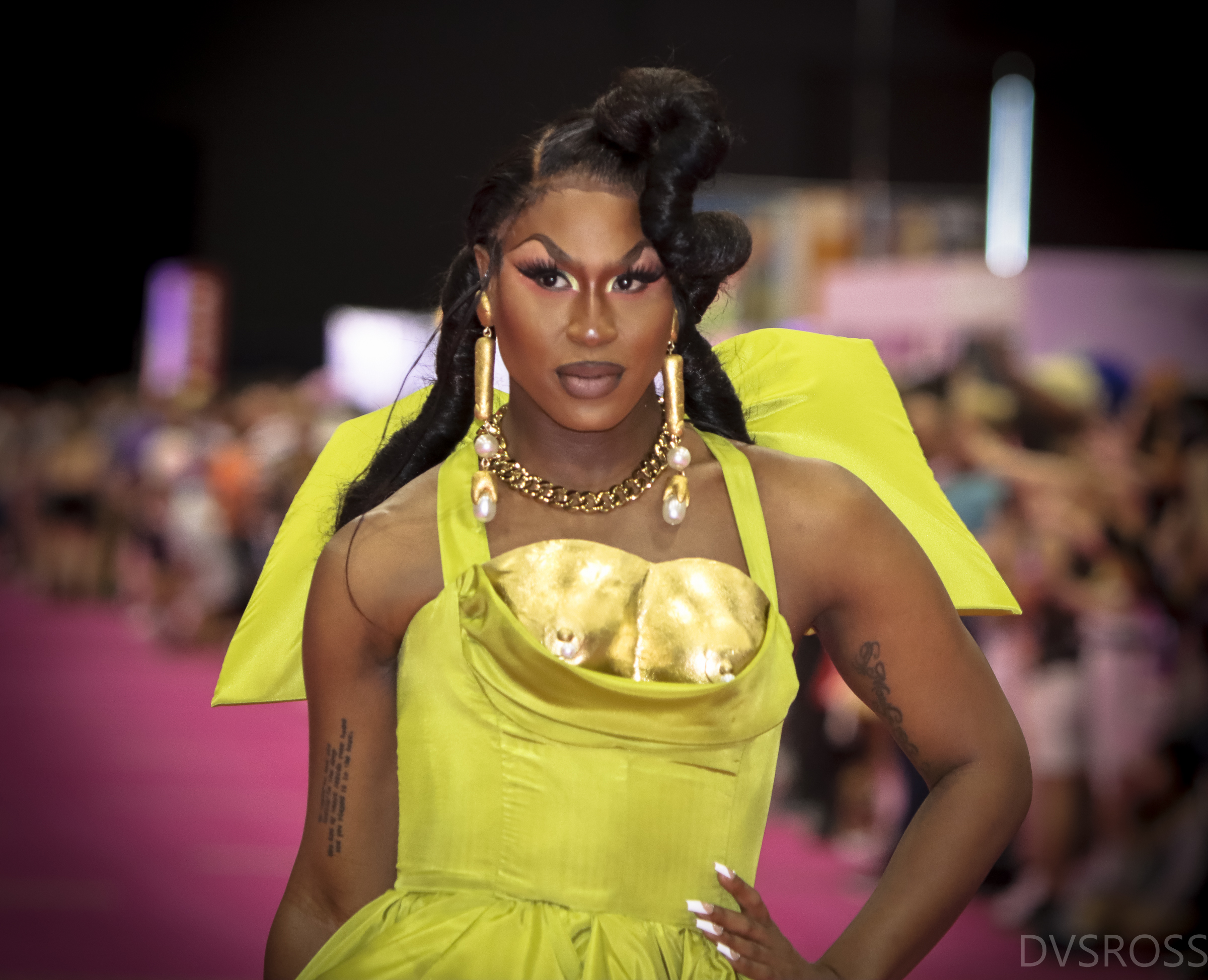
Shea Coulee, zwyciężczyni All Stars 5.

| Uczestnik         | Wiek | Miejscowość    | Oryginalny sezon | Miejsce zajęte w oryginalnym sezonie | Miejsce     |
| ----------------- | ---- | -------------- | ---------------- | ------------------------------------ | ----------- |
| Shea Couleé       | 30   | Chicago        | 9                | 3. miejsce                           | 1. miejsce  |
| Jujubee           | 34   | Boston         | 2                | 3. miejsce                           | 2. miejsce  |
| Miz Cracker       | 35   | Nowy Jork      | 10               | 5. miejsce                           | 2. miejsce  |
| Blair St. Clair   | 24   | Indianapolis   | 10               | 9. miejsce                           | 4. miejsce  |
| Alexis Mateo      | 39   | St. Petersburg | 3                | 3. miejsce                           | 5. miejsce  |
| India Ferrah      | 33   | Las Vegas      | 3                | 10. miejsce                          | 6. miejsce  |
| Mayhem Miller     | 37   | Riverside      | 10               | 10. miejsce                          | 7. miejsce  |
| Mariah Balenciaga | 37   | Los Angeles    | 3                | 9. miejsce                           | 8. miejsce  |
| Ongina            | 37   | Los Angeles    | 1                | 5. miejsce                           | 9. miejsce  |
| Derrick Barry     | 35   | Las Vegas      | 8                | 5. miejsce                           | 10. miejsce |

### All Stars 6 (2021)

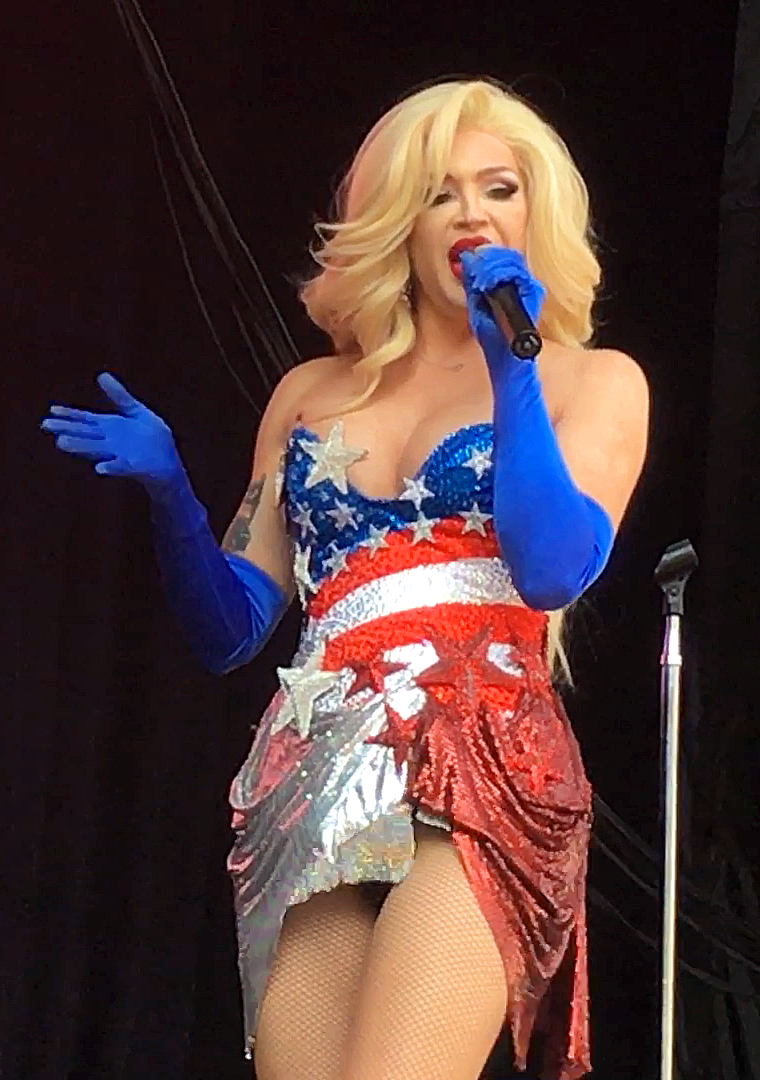
Zwyciężczyni All Stars 6, Kylie Sonique Love.

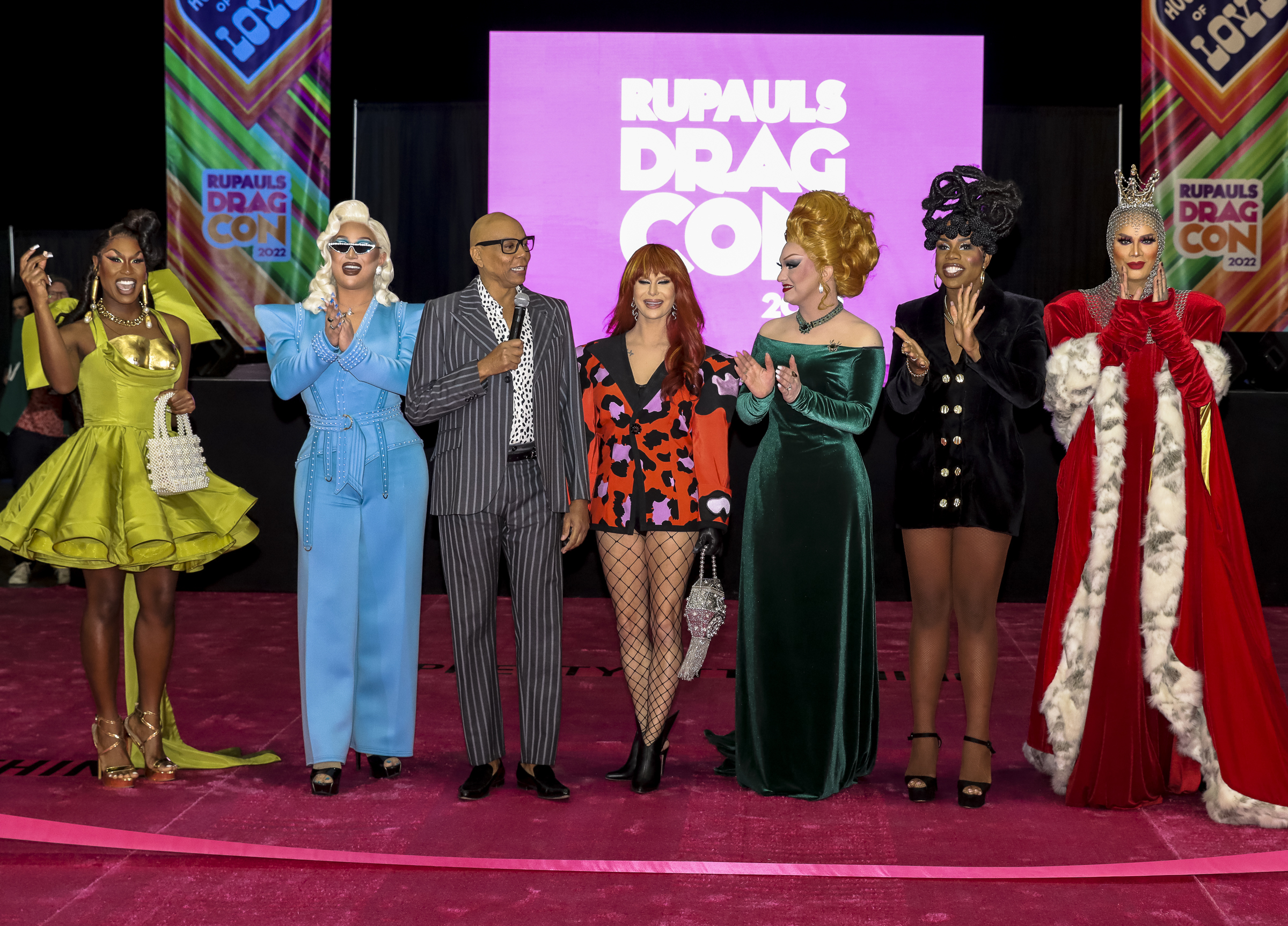
RuPaul i obsada All Stars 7: Shea Coulee, The Vivienne, Trinity The Tuck, Jinkx Monsoon, Monet X Change oraz Raja Gemini.

| Uczestnik            | Wiek | Miejscowość     | Oryginalny sezon | Miejsce zajęte w oryginalnym sezonie | Miejsce     |
| -------------------- | ---- | --------------- | ---------------- | ------------------------------------ | ----------- |
| Kylie Sonique Love   | 37   | Los Angeles     | 2                | 9. miejsce                           | 1. miejsce  |
| Eureka!              | 30   | Los Angeles     | 9                | 11. miejsce                          | 2. miejsce  |
| Ginger Minj          | 35   | Orlando         | 7                | 2. miejsce                           | 2. miejsce  |
| Ra’Jah O’Hara        | 34   | Dallas          | 11               | 9. miejsce                           | 2. miejsce  |
| Trinity K. Bonet     | 29   | Atlanta         | 6                | 7. miejsce                           | 5. miejsce  |
| Pandora Boxx         | 48   | Los Angeles     | 2                | 5. miejsce                           | 6. miejsce  |
| Jan                  | 27   | Nowy Jork       | 12               | 8. miejsce                           | 7. miejsce  |
| A’keria C. Davenport | 32   | Houston         | 11               | 3. miejsce                           | 8. miejsce  |
| Scarlet Envy         | 28   | Brooklyn        | 11               | 10. miejsce                          | 9. miejsce  |
| Yara Sofia           | 36   | Las Vegas       | 3                | 4. miejsce                           | 10. miejsce |
| Silky Nutmeg Ganache | 29   | Los Angeles     | 11               | 3. miejsce                           | 11. miejsce |
| Jiggly Caliente      | 39   | Queens          | 4                | 8. miejsce                           | 12. miejsce |
| Serena ChaCha        | 29   | Fort Lauderdale | 5                | 13. miejsce                          | 13. miejsce |

### All Stars 7 (2022)
Obsada została ogłoszona 13 kwietnia 2022 r. Obejmowała osiem zwyciężczyń poprzednich sezonów, które powróciły do rywalizacji. Był to także pierwszy sezon w USA, w którym wystąpiła zawodniczka z innej serii, zwyciężczyni pierwszego sezonu w Wielkiej Brytanii, The Vivienne. Jinkx Monsoon została koronowana na Królową Wszystkich Królowych, stając się pierwszą osobą, która wygrała dwa sezony RuPaul's Drag Race. Raja zdobyła drugi tytuł "Queen of 'She Done Already Done Had Herses".

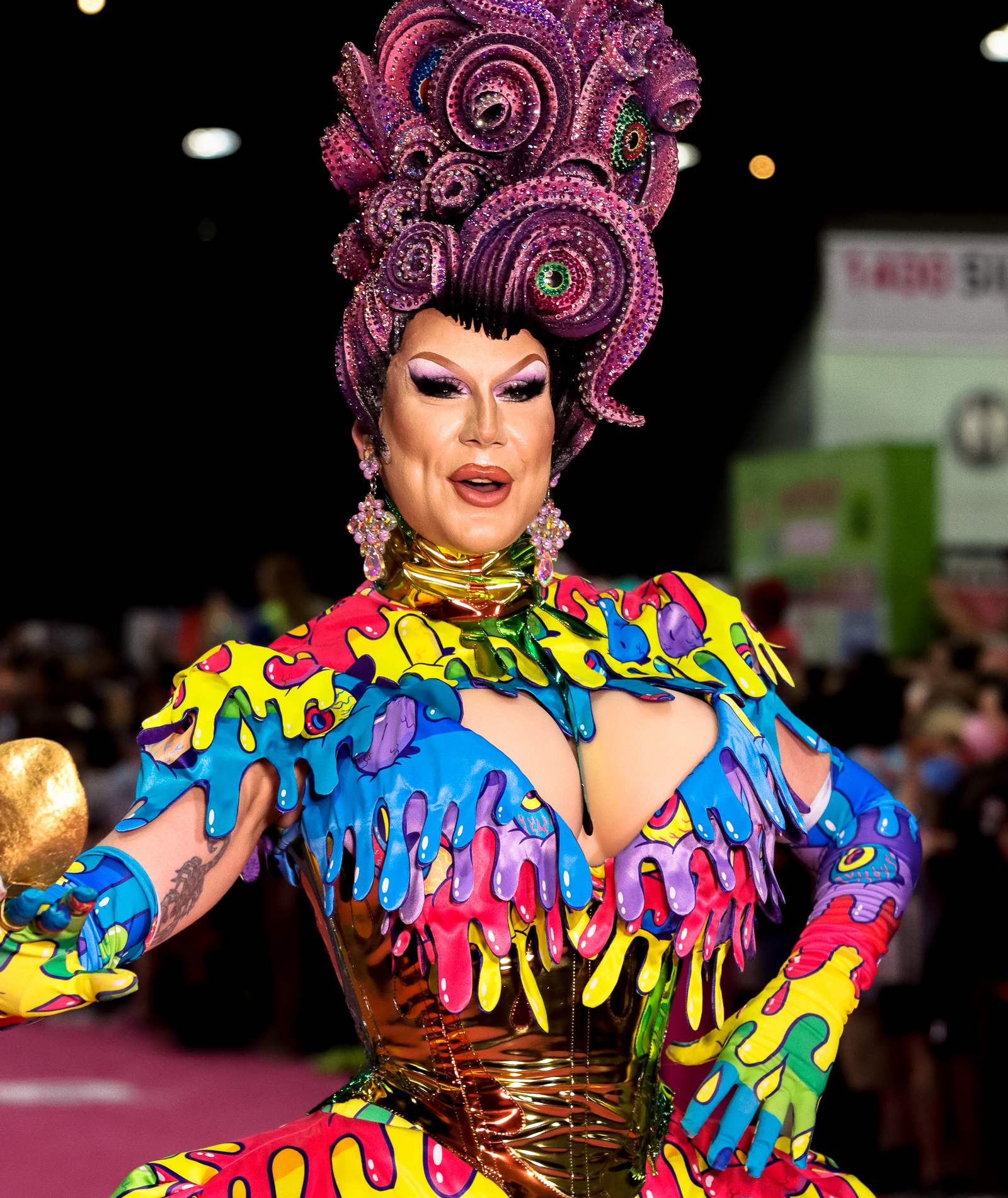
Zwycięzca All Stars 8, Jimbo

| Uczestnik          | Wiek | Miejscowość | Wygrany sezon  | Kategoria finałowa               | Miejsce                                                           |
| ------------------ | ---- | ----------- | -------------- | -------------------------------- | ----------------------------------------------------------------- |
| Jinkx Monsoon      | 34   | Portland    | 5              | Queen of All Queens              | 1. miejsce                                                        |
| Monét X Change     | 32   | Nowy Jork   | All Stars 4    | Queen of All Queens              | 2. miejsce                                                        |
| Shea Couleé        | 33   | Chicago     | All Stars 5    | Queen of All Queens              | 3. miejsce                                                        |
| Trinity the Tuck   | 37   | Orlando     | All Stars 4    | Queen of All Queens              | 3. miejsce                                                        |
| Raja               | 47   | Los Angeles | 3              | She Done Already Done Had Herses | 5. miejsce oraz tytuł „Queen of She Done Already Done Had Herses” |
| Yvie Oddly         | 28   | Denver      | 11             | She Done Already Done Had Herses | 6. miejsce                                                        |
| Jaida Essence Hall | 35   | Milwaukee   | 12             | She Done Already Done Had Herses | 7. miejsce                                                        |
| The Vivienne†      | 30   | Liverpool   | Drag Race UK 1 | She Done Already Done Had Herses | 7. miejsce                                                        |

### All Stars 8 (2023)
Sezon 8 miał premierę w Paramount+ 12 maja 2023 r. Jimbo wygrała, stając się pierwszą królową nieamerykańskiej franczyzy (w tym przypadku kanadyjskiego Drag Race), która została wprowadzona do Hall of Fame. Kandy Muse zajęła drugie miejsce, a LaLa Ri zdobyła tytuł „Queen of the 'Fame Games”.
| Uczestnik            | Wiek | Miejscowość      | Oryginalny sezon            | Miejsce zajęte w oryginalnym sezonie | Miejsce                                   |
| -------------------- | ---- | ---------------- | --------------------------- | ------------------------------------ | ----------------------------------------- |
| Jimbo                | 39   | Victoria, Canada | Canada’s Drag Race sezon 1. | 4. miejsce                           | 1. miejsce                                |
| Jimbo                | 39   | Victoria, Canada | UK vs. the World            | 7. miejsce                           | 1. miejsce                                |
| Kandy Muse           | 27   | Los Angeles      | 13                          | 2. miejsce                           | 2. miejsce                                |
| Jessica Wild         | 42   | Boston           | 2                           | 6. miejsce                           | 3. miejsce                                |
| Alexis Michelle      | 38   | Nowy Jork        | 9                           | 5. miejsce                           | 4. miejsce                                |
| LaLa Ri              | 31   | Atlanta          | 13                          | 10. miejsce                          | 5. miejsce oraz Queen of the 'Fame Games' |
| Kahanna Montrese     | 28   | Las Vegas        | 11                          | 14. miejsce                          | 6. miejsce                                |
| Jaymes Mansfield     | 32   | Las Vegas        | 9                           | 14. miejsce                          | 7. miejsce                                |
| Heidi N Closet       | 27   | Los Angeles      | 12                          | 6. miejsce                           | 8. miejsce [b]                            |
| Darienne Lake        | 50   | Rochester        | 6                           | 4. miejsce                           | 9. miejsce                                |
| Mrs. Kasha Davis     | 51   | Rochester        | 7                           | 11. miejsce                          | 10. miejsce                               |
| Naysha Lopez         | 37   | Los Angeles      | 8                           | 9. miejsce                           | 11. miejsce                               |
| Monica Beverly Hillz | 37   | Chicago          | 5                           | 12. miejsce                          | 12. miejsce                               |

[b]  Heidi N Closet zrezygnowała z udziału w programie.

### All Stars 9 (2024)

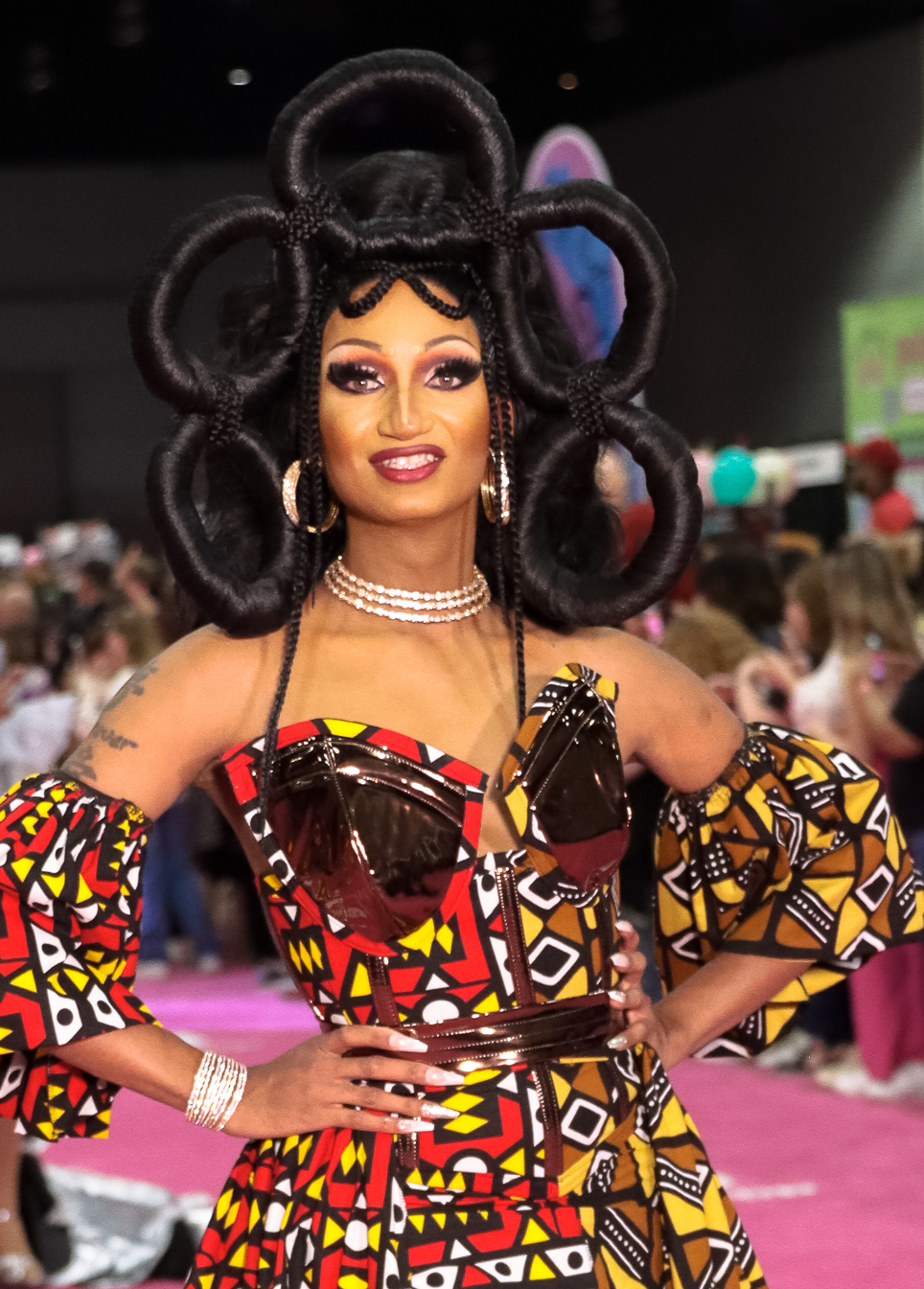
Angeria Paris VanMicheals, zwyciężczyni sezonu 9.

Obsada została ogłoszona 23 kwietnia 2024 roku. Po raz pierwszy w historii programu uczestniczki walczyły o kwotę 200 000 dolarów przekazaną przez The Palette Fund na rzecz wybranej przez siebie organizacji charytatywnej. Podobnie jak w All Stars 7, nie było eliminacji. Zamiast tego, 2 najlepsze All Stars tygodnia otrzymują odznakę Beautiful Benefactress Badge, a następnie brały udział w Lip Sync for Your Legacy. Zwyciężczyni otrzymała darowiznę charytatywną w wysokości 10 000 $ i możliwość „odcięcia” jednej z sześciu bezpiecznych królowych, co oznacza, że nawet jeśli wygra w następnym tygodniu, nie będzie mogła zdobyć odznaki. Pod koniec sezonu trzy królowe z największą liczbą odznak Beautiful Benefactress Badge będą mogły wziąć udział w finale.
| Uczestnik                 | Wiek | Miejscowość | Oryginalny sezon | Miejsce zajęte w oryginalnym sezonie | Miejsce      | Zebrana kwota | Wybrana organizacja charytatywny  |
| ------------------------- | ---- | ----------- | ---------------- | ------------------------------------ | ------------ | ------------- | --------------------------------- |
| Angeria Paris VanMicheals | 29   | Los Angeles | 14               | 3. miejsce                           | 1. miejsce   | 231,500$      | National Black Justice Collective |
| Roxxxy Andrews            | 39   | Orlando     | 5                | 2. miejsce                           | 2. miejsce   | 64,000$       | Miracle of Love                   |
| Roxxxy Andrews            | 39   | Orlando     | All Stars 2      | 4. miejsce                           | 2. miejsce   | 64,000$       | Miracle of Love                   |
| Vanessa Vanjie Mateo      | 31   | Los Angeles | 10               | 14. miejsce                          | 2. miejsce   | 31,500$       | ASPCA                             |
| Vanessa Vanjie Mateo      | 31   | Los Angeles | 11               | 5. miejsce                           | 2. miejsce   | 31,500$       | ASPCA                             |
| Gottmik                   | 26   | Los Angeles | 13               | 3. miejsce                           | 4-8. miejsce | 29,000$       | Trans Lifeline                    |
| Jorgeous                  | 23   | Los Angeles | 14               | 6. miejsce                           | 4-8. miejsce | 14,000$       | NAMI                              |
| Nina West                 | 44   | Columbus    | 11               | 6. miejsce                           | 4-8. miejsce | 11,500$       | The Trevor Project                |
| Plastique Tiara           | 26   | Los Angeles | 11               | 8. miejsce                           | 4-8. miejsce | 6,500$        | TAAF                              |
| Shannel                   | 44   | Las Vegas   | 1                | 4. miejsce                           | 4-8. miejsce | 11,500$       | ADAA                              |
| Shannel                   | 44   | Las Vegas   | All Stars 1      | 3. miejsce                           | 4-8. miejsce | 11,500$       | ADAA                              |

### All Stars 10 (2025)

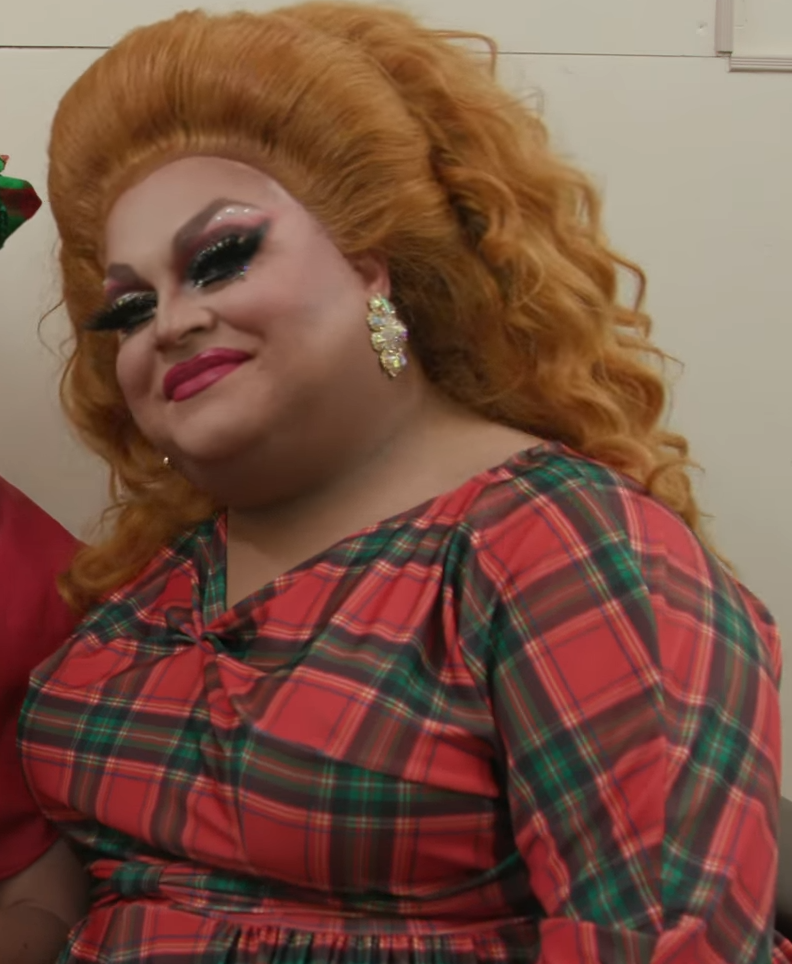
Zwyciężczyni All Stars 10 - Ginger Minj

Obsada została ogłoszona 23 kwietnia 2025 r. Po raz pierwszy w historii programu wprowadzono zupełnie nowy format w 12 odcinkach: Turnieju Wszystkich Gwiazd. Królowe zostały podzielone na trzy grupy po sześć, z których każda rywalizowała w swojej drabince przez trzy odcinki. Na końcu każdej drabinki trzy najlepsze królowe z największą liczbą punktów awansowały do półfinałów, gdzie mierzyły się z najlepszymi królowymi z pozostałych grup w kolejnej rundzie zaciętej rywalizacji trwającej dwa odcinki. Turniej zakończył się Lip Sync Smackdown for the Crown, w którym finalistki walczyły o główną nagrodę.
| Uczestnik                | Wiek | Miejscowość       | Oryginalny sezon | Miejsce zajęte w oryginalnym sezonie | Miejsce           |
| ------------------------ | ---- | ----------------- | ---------------- | ------------------------------------ | ----------------- |
| Ginger Minj              | 40   | Orlando           | 7                | 2./3. miejsce                        | 1. miejsce        |
| Ginger Minj              | 40   | Orlando           | All Stars 2      | 8. miejsce                           | 1. miejsce        |
| Ginger Minj              | 40   | Orlando           | All Stars 6      | 2.-4. miejsce                        | 1. miejsce        |
| Jorgeous                 | 25   | Los Angeles       | 14               | 6./7. miejsce                        | 2. miejsce        |
| Jorgeous                 | 25   | Los Angeles       | All Stars 9      | 4.-8. miejsce                        | 2. miejsce        |
| Bosco                    | 32   | Seattle           | 14               | 3.-5. miejsce                        | 3./4. miejsce     |
| Lydia B Kollins          | 24   | Pittsburgh        | 17               | 7. miejsce                           | 3./4. miejsce     |
| Aja                      | 31   | Nowy Jork         | 9                | 9. miejsce                           | 5.-8. miejsce     |
| Aja                      | 31   | Nowy Jork         | All Stars 3      | 7. miejsce                           | 5.-8. miejsce     |
| Daya Betty               | 29   | Chicago           | 14               | 3.-5. miejsce                        | 5.-8. miejsce     |
| Irene The Alien          | 32   | Seattle           | 15               | 16. miejsce                          | 5.-8. miejsce     |
| Kerri Colby              | 28   | Los Angeles       | 14               | 9. miejsce                           | 5.-8. miejsce [c] |
| Mistress Isabelle Brooks | 27   | Houston           | 15               | 3./4. miejsce                        | 9. miejsce        |
| Cynthia Lee Fontaine     | 44   | Austin            | 8                | 10. miejsce                          | 10. miejsce       |
| Cynthia Lee Fontaine     | 44   | Austin            | 9                | 10. miejsce                          | 10. miejsce       |
| Acid Betty               | 47   | Nowy Jork         | 8                | 8. miejsce                           | 11.-18. miejsce   |
| Alyssa Hunter            | 30   | Cataño, Portoryko | 14               | 13. miejsce                          | 11.-18. miejsce   |
| Denali                   | 33   | Chicago           | 13               | 8. miejsce                           | 11.-18. miejsce   |
| Nicole Paige Brooks      | 52   | Atlanta           | 2                | 11. miejsce                          | 11.-18. miejsce   |
| Tina Burner              | 44   | Nowy Jork         | 13               | 7. miejsce                           | 11.-18. miejsce   |
| DeJa Skye                | 35   | Las Vegas         | 14               | 6./7. miejsce                        | 11.-18. miejsce   |
| Olivia Lux               | 31   | Nowy Jork         | 13               | 5. miejsce                           | 11.-18. miejsce   |
| Phoenix                  | 44   | Atlanta           | 3                | 12. miejsce                          | 11.-18. miejsce   |

[c] Kerri Colby została przywrócona do programu jako wylosowana Dzika Karta.

## Międzynarodowe adaptacje

### RuPaul’s Drag Race: UK vs the World

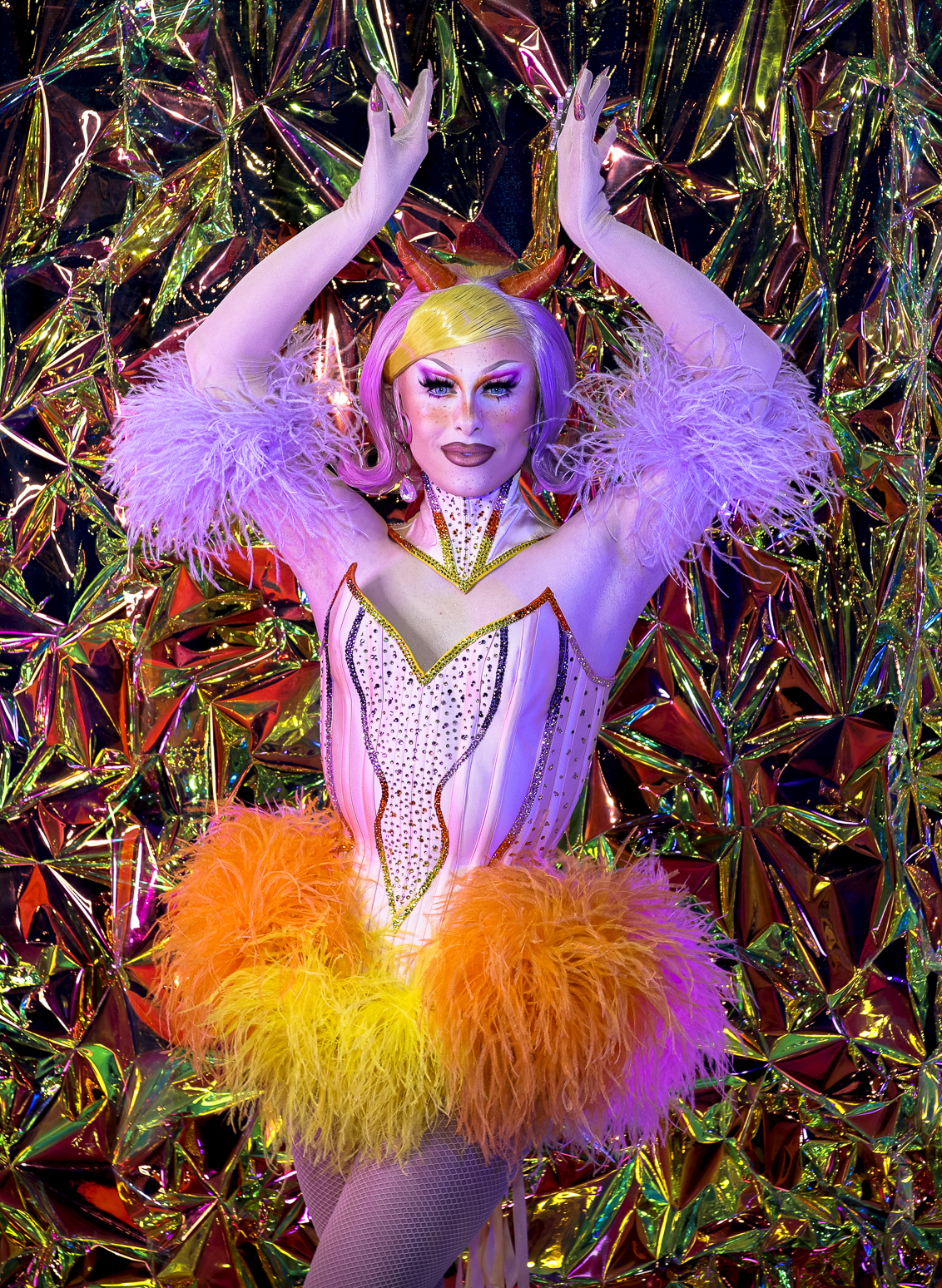
Zwyciężczyni 1. sezonu UK vs the World, Blu Hydrangea.

Seria miała swoją premierę w lutym 2022r. Nakręcony w Wielkiej Brytanii sezon przedstawia międzynarodowe królowe, które rywalizowały w serii Drag Race na całym świecie.

### Sezon 1. (2022)

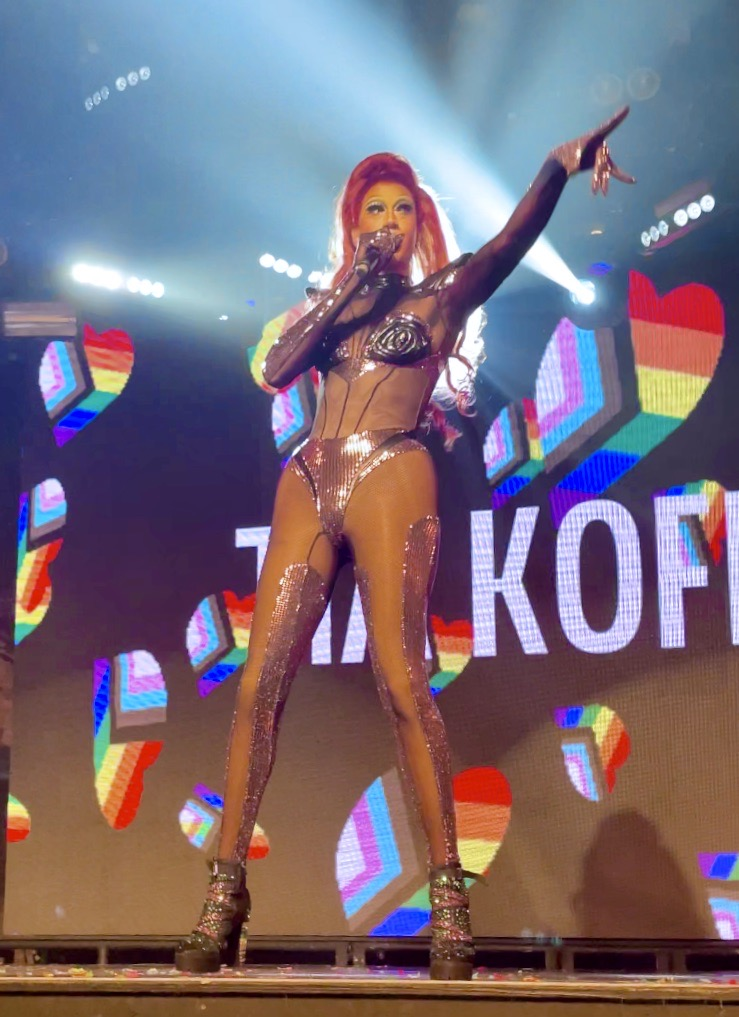
Zwyciężczyni 2. sezonu UK vs the World, Tia Kofi.

| Uczestnik     | Wiek | Miejscowość | Oryginalny sezon   | Miejsce zajęte w oryginalnym sezonie | Miejsce    |
| ------------- | ---- | ----------- | ------------------ | ------------------------------------ | ---------- |
| Blu Hydrangea | 25   | Belfast     | UK sezon 1         | 5. miejsce                           | 1. miejsce |
| Mo Heart      | 34   | Kansas City | US sezon 10        | 8. miejsce                           | 2. miejsce |
| Baga Chipz    | 31   | Londyn      | UK sezon 1         | 3. miejsce                           | 3. miejsce |
| Jujubee       | 36   | Boston      | US sezon 2         | 3. miejsce                           | 3. miejsce |
| Janey Jacké   | 28   | Volendam    | Holland sezon 1    | 2. miejsce                           | 5. miejsce |
| Pangina Heals | 32   | Bangkok     | Drag Race Thailand | juror                                | 6. miejsce |
| Jimbo         | 37   | Victoria    | Canada sezon 1     | 4. miejsce                           | 7. miejsce |
| Cheryl Hole   | 27   | Chelmsford  | UK sezon 1         | 4. miejsce                           | 8. miejsce |
| Lemon         | 25   | Nowy Jork   | Canada sezon 1     | 5. miejsce                           | 9. miejsce |

### Sezon 2. (2024)
| Uczestnik                  | Wiek | Miejscowość  | Oryginalny sezon    | Miejsce zajęte w oryginalnym sezonie | Miejsce                                   |
| -------------------------- | ---- | ------------ | ------------------- | ------------------------------------ | ----------------------------------------- |
| Tia Kofi                   | 32   | South London | UK sezon 2          | 7. miejsce                           | 1. miejsce                                |
| Hannah Conda               | 31   | Sydney       | Down Under sezon 2  | 2. miejsce                           | 2. miejsce                                |
| La Grande Dame             | 23   | Montpellier  | France sezon 1      | 2. miejsce                           | 3. miejsce                                |
| Marina Summers             | 26   | Makati       | Philippines sezon 1 | 2. miejsce                           | 3. miejsce                                |
| Scarlet Envy               | 31   | Nowy Jork    | US sezon 11         | 10 miejsce                           | 5. miejsce                                |
| Scarlet Envy               | 31   | Nowy Jork    | All Stars 6         | 9. miejsce                           | 5. miejsce                                |
| Choriza May                | 31   | Newcastle    | UK sezon 3          | 6. miejsce                           | 6. miejsce                                |
| Gothy Kendoll              | 25   | Leicester    | UK sezon 1          | 10. miejsce                          | 7. miejsce                                |
| Keta Minaj                 | 42   | Amsterdam    | Holland sezon 2     | 4. miejsce                           | 8. miejsce                                |
| Jonbers Blonde             | 33   | Belfast      | UK sezon 4          | 3. miejsce                           | 9. miejsce                                |
| Arantxa Castilla-La Mancha | 25   | Madryt       | España sezon 1      | 7. miejsce                           | 10. miejsce oraz tytuł Miss Congeniality. |
| Mayhem Miller              | 41   | Riverside    | US sezon 10         | 10 miejsce                           | 11. miejsce                               |
| Mayhem Miller              | 41   | Riverside    | All Stars 6         | 9. miejsce                           | 11. miejsce                               |

### Canada’s Drag Race: Canada vs. the World(2022)

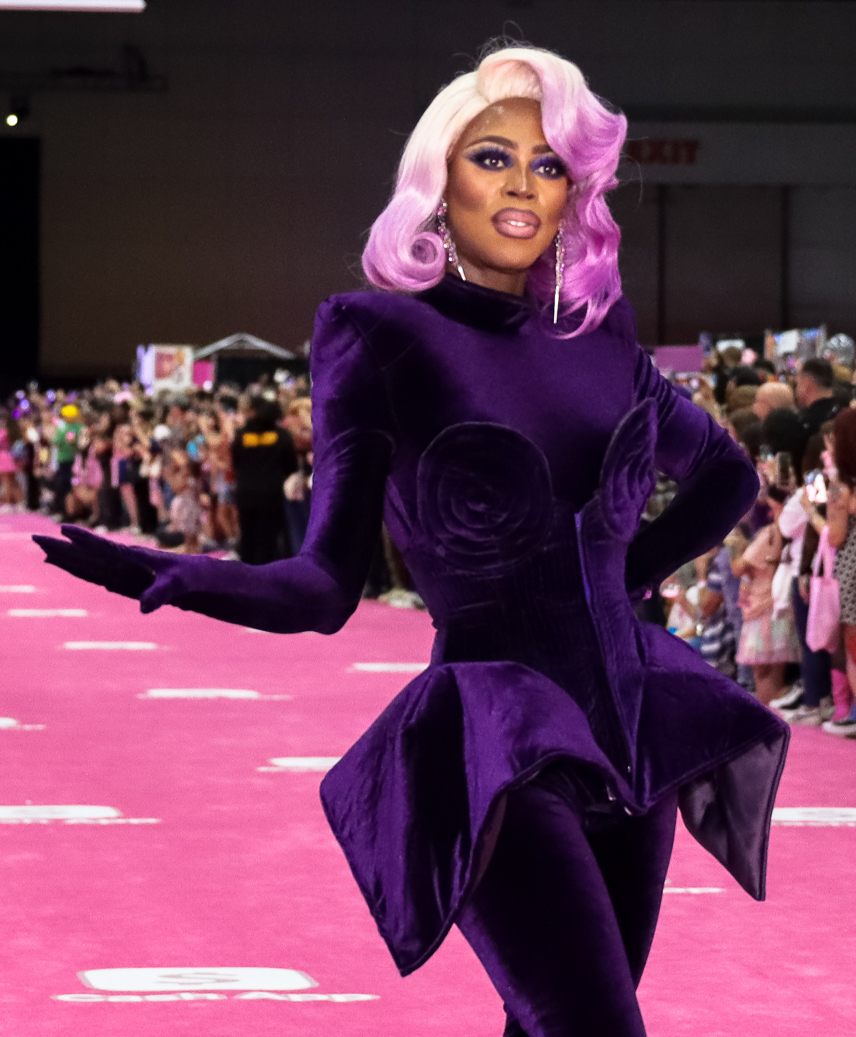
Zwyciężczyni Canada’s Drag Race: Canada vs. the World, Ra’Jah O’Hara.

Canada’s Drag Race: Canada vs. the World jest kontynuacją RuPaul’s Drag Race: UK vs the World, która zgromadziła byłych uczestników z amerykańskiej, brytyjskiej, kanadyjskiej i holenderskiej wersji programu, a także gospodarza tajlandzkiego spin-offu. Ponadto jest to czwarty sezon serii Drag Race, po The Switch 2, All Stars 3 i All Stars 7, w którym poprzedni zwycięzca Drag Race powraca do rywalizacji.
| Uczestnik            | Wiek | Miejscowość  | Oryginalny sezon   | Miejsce zajęte w oryginalnym sezonie | Miejsce    |
| -------------------- | ---- | ------------ | ------------------ | ------------------------------------ | ---------- |
| Ra’Jah O’Hara        | 36   | Dallas       | US sezon 11        | 9. miejsce                           | 1. miejsce |
| Ra’Jah O’Hara        | 36   | Dallas       | All Stars 6        | 2. miejsce                           | 1. miejsce |
| Silky Nutmeg Ganache | 31   | Chicago      | US sezon 11        | 3. miejsce                           | 2. miejsce |
| Silky Nutmeg Ganache | 31   | Chicago      | All Stars 6        | 11. miejsce                          | 2. miejsce |
| Rita Baga            | 34   | Montreal     | Canada sezon 1     | 2. miejsce                           | 3. miejsce |
| Victoria Scone       | 29   | Cardiff      | UK sezon 3         | 10. miejsce                          | 3. miejsce |
| Vanity Milan         | 30   | South London | UK sezon 3         | 4. miejsce                           | 5. miejsce |
| Icesis Couture       | 35   | Ottawa       | Canada sezon 2     | Zwycięzca                            | 6. miejsce |
| Anita Wigl’it        | 32   | Leigh        | Down Under sezon 1 | 8. miejsce                           | 7. miejsce |
| Stephanie Prince     | 24   | Calgary      | Canada sezon 2     | 10. miejsce                          | 8. miejsce |
| Kendall Gender       | 31   | Vancouver    | Canada sezon 2     | 2. miejsce                           | 9. miejsce |